# District de Nishiusuki
Le district de Nishiusuki (西臼杵郡, Nishiusuki-gun) est un district de la préfecture de Miyazaki, au Japon.

## Géographie

### Démographie
Le 1er novembre 2007, le district de Nishiusuki comptait 23 702 habitants répartis sur une superficie de 686,77 km2.

### Municipalités du district
- Gokase
- Hinokage
- Takachiho